# نظرية العلاقات الدولية

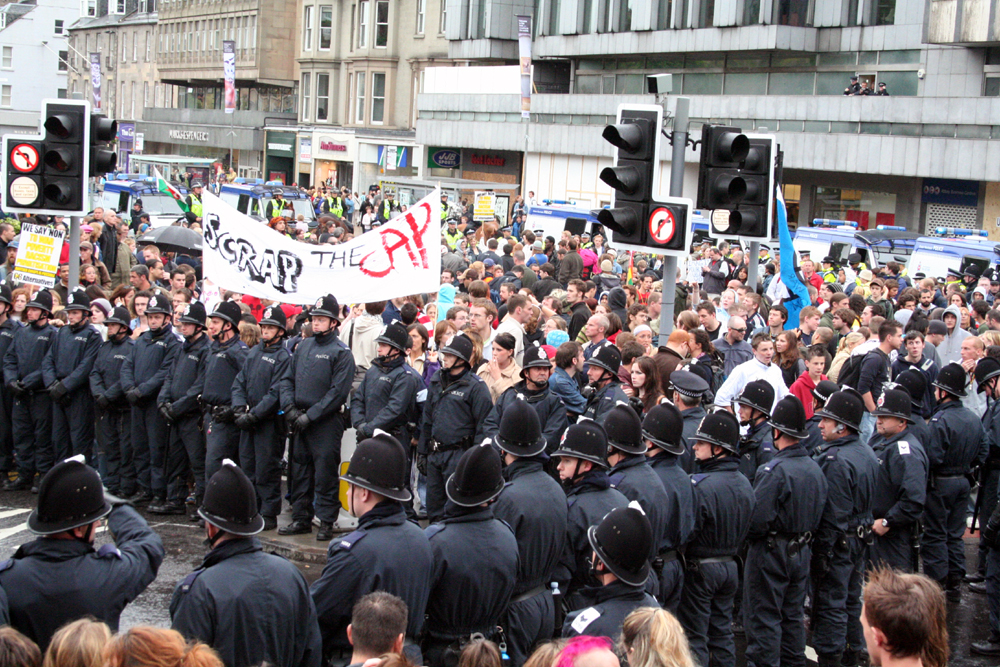

نظرية العلاقات الدولية هي دراسة العلاقات الدولية من منظور نظري، يحاول توفير إطار مفاهيمي للعلاقات الدولية يمكّن من تحليلها، يصف أولي هولستي نظريات العلاقات الدولية مثل النظارات الشمسية الملونة التي تسمح برؤية الأحداث البارزة فقط ذات الصلة بالنظرية، بمعني أن النظرية الواقعية قد تتجاهل تماماً حدث ما قد يكون مؤثراً علي الأحداث والعكس بالعكس.
والثلاث نظريات الأكثر شعبية هي النظرية الواقعية والنظرية الليبرالية والنظرية البنائية.
يمكن تقسيم نظريات العلاقات الدولية إلى نظريات «وضعية/ عقلانية» تركز على التحليل على مستوى الدولة بشكل أساسي، ونظريات «ما بعد الوضعية/ الانعكاسية» تجسد معاني أوسع للأمن متراوحة بين الأمن الطبقي والجنسي وما بعد الكولنيالي (الاستعماري). غالبًا ما توجد طرق تفكير متضاربة في نظرية العلاقات الدولية (IR)، مثل النظرية البنائية والمؤسسية والماركسية والغرامشانية الحديثة وغيرها. ومع ذلك ثمّة مدرستان فكريتان وضعيتان سائدتان هما: الواقعية والليبرالية.
يمكن تتبع دراسة العلاقات الدولية بوصفها نظرية، إلى كتاب إدوارد هاليت كار أزمة العشرين سنة (بالإنجليزية: The Twenty Years' Crisis) الذي نُشر عام 1939، وإلى كتاب هانز مورغنثاو السياسة بين الأمم (بالإنجليزية: Politics Among Nations) الذي نُشر عام 1948. يُعتقد أن العلاقات الدولية باعتبارها تخصصًا معرفيًا قد نشأت بعد الحرب العالمية الأولى مع إنشاء مقعد للعلاقات الدولية في جامعة ويلز، أبيريستويث. ركز علم العلاقات الدولية المبكر في سنوات ما بين الحربين على الحاجة إلى استبدال نظام توازن القوى بنظام للأمن المشترك. وُصف هؤلاء المفكرون فيما بعد على أنهم «مثاليون». كان النقد الرائد لمذهب التفكير ذاك هو التحليل «الواقعي» الذي قدمه كار.
ومع ذلك تقدم دراسة حديثة أجراها ديفيد لونغ وبريان شميدت عام 2005 سردًا تحريفيًا لأصل مجال العلاقات الدولية. إذ يزعمان أنه يمكن الرجوع بأصول تاريخ المجال إلى حركتي الإمبريالية والأممية في أواخر القرن التاسع عشر. لا تتوافق حقيقة أن تاريخ مجال العلاقات الدولية مطروح ضمن «الجدالات الكبرى» -كالجدال الواقعي المثالي- مع الأدلة التاريخية الموجودة في الأعمال السابقة: «يجب علينا أن نستغني نهائياً عن الآثار القديمة التي عفا عليها الزمن من الجدال بين المثاليين والواقعيين كإطار مهيمن لفهم تاريخ المجال وفهمه». يزعم سردهما التحريفي أنه حتى عام 1918، كانت العلاقات الدولية موجودة بالفعل بشكل الإدارة الكولونياليّة (الاستعمارية) وعلم العِرق وتطور العِرق.
ثمّة تمييز واضح بين النهج التأويلي والتأسيسي عند تصنيف نظريات العلاقات الدولية.

## الواقعية
كانت الواقعية أو الواقعية السياسية النظرية السائدةَ للعلاقات الدولية منذ ظهورها. تزعم النظرية أنها تعتمد على مذهب فكري قديم يشمل كُتّابًا أمثال ثوسيديديس ومكيافيلي وهوبز. يمكن وصف الواقعية المبكرة بكونها رد فعل ضد التفكير المثالي ما بين الحربين. اعتبر الواقعيون اندلاع الحرب العالمية الثانية دليلًا على أوجه الخلل في التفكير المثالي. ثمّة عناصر مختلفة من التفكير الواقعي الحديث. ومع ذلك فقد حُدِّدت المبادئ الأساسية للنظرية بالدولانية والبقائية والمساعدة الذاتية.
- الدولانية: يعتقد الواقعيون أن الدول القومية هي الجهات الفاعلة الرئيسية في السياسة الدولية. على هذا النحو فهي نظرية للعلاقات الدولية متمحورة حول الدولة. يتناقض هذا مع نظريات العلاقات الدولية الليبرالية التي تستوعب أدوار الجهات الفاعلة غير الحكومية والمؤسسات الدولية. يجري التعبير عن هذا الاختلاف في بعض الأحيان من خلال وصف النظرة الواقعية للعالم على أنها وجهة نظر ترى الدول القومية ككرات لعبة البلياردو، بينما يعتبر الليبراليون العلاقات بين الدول أشبه بنموذج شبكة العنكبوت.[10]
- البقائية: يعتقد الواقعيون أن النظام الدولي تحكمه الأناركية (اللاسلطوية)، ما يعني عدم وجود سلطة مركزية. لهذا السبب تكون السياسة الدولية صراعًا على السلطة بين الدول ذات المصالح الذاتية.[11]
- المساعدة الذاتية: يعتقد الواقعيون أنه لا يمكن التعويل على أي دولة أخرى للمساعدة في ضمان بقاء الدولة.

تقترح الواقعية العديد من الافتراضات الرئيسية، إذ تفترض أن الدول القومية هي عناصر وحدوية وقائمة على أساس جغرافي في ظل نظام دولي أناركي (لاسلطوي) دون أن تمتلك سلطة أعلى قادرة على تنظيم التفاعلات بين الدول لعدم وجود حكومة عالمية حقيقية رسمية. ثانياً: تفترض الواقعية أن الدول ذات السيادة -لا المنظمات الحكومية الدولية أو المنظمات غير الحكومية أو الشركات متعددة الجنسيات- هي الجهات الفاعلة الرئيسية في الشؤون الدولية. وعليه فإن الدول بصفتها الرتبة الأعلى تتنافس مع بعضها البعض. على هذا النحو تعمل الدولة كجهة فاعلة عقلانية مستقلة ذاتيًا في السعي لتحقيق مصلحتها الذاتية تحت هدف رئيس هو الحفاظ على أمنها وضمانه - وبالتالي سيادتها وبقائها. ترى الواقعية أنه من خلال سعي الدول لتحقيق مصالحها، ستحاول جمع الموارد الطبيعية، وأن العلاقات بين الدول تحددها مستويات نسبية للقوة، ويجري تحديد هذا المستوى من القوة من خلال القدرات العسكرية والاقتصادية والسياسية للدولة.
يعتقد بعض الواقعيين المعروفين بـ واقعيّو الطبيعة البشرية أو الواقعيون الكلاسيكيون أن الدول عدوانية بطبيعتها، وأن التوسع الإقليمي مُناط فقط بالقوى المتعارضة، بينما يعتقد آخرون يُعرفون بـ الواقعيون الهجوميون/ الدفاعيون، أن الدول مهووسة بالأمن واستمرار وجود الدولة. يمكن أن تؤدي وجهة النظر الدفاعية إلى معضلة الأمن فيمكن أن تؤدي زيادة الأمن إلى زيادة أعظم لعدم الاستقرار لأن الخصم (أو الخصوم) يعزز من وسائل الدفاع الخاصة، ما يجعل الأمن لعبة محصلتها صفر بحيث لا يمكن تحقيق سوى مكاسب نسبية.

### الواقعية الجديدة
الواقعية الجديدة أو الواقعية البنيوية هي تطور للواقعية قدمه كينيث والتز في كتابه نظرية السياسة الدولية(بالإنجليزية: (Theory of International Politics. مع ذلك فإنها ليست سوى عنصر من عناصر الواقعية الجديدة. لقد جمع جوزيف غريكو بين التفكير الواقعي الجديد وبين الواقعيين التقليديين. يُدعى أحيانًا هذا الفرع من النظرية «بالواقعية الحديثة». تزعم الواقعية الجديدة التي قدمها والتز أن تأثير البنية يجب أن يؤخذ بعين الاعتبار عند شرح سلوك الدولة، إذ تشكل جميع خيارات السياسة الخارجية للدول في الساحة الدولية. على سبيل المثال، ينشأ أي خلاف بين الدول من عدم وجود سلطة مشتركة (سلطة مركزية) لفرض القواعد والمحافظة عليها باستمرار. وبالتالي هناك فوضى سياسية مستمرة في النظام الدولي تُحتّم على الدول الحصول على أسلحة قوية لضمان بقائها. بالإضافة إلى ذلك، في النظام الأناركي تميل الدول ذات القوة الأكبر إلى زيادة نفوذها. وفقًا للواقعيين الجدد، تُعتبر البنية عنصرًا مهمًا للغاية في العلاقات الدولية إذ تحدد شقين اثنين: أ) مبدأ الطلب للنظام الدولي المتمثل بالأناركية، ب) توزيع الإمكانيات عبر الوحدات. يتحدى والتز أيضًا تركيز الواقعية التقليدية على القوة العسكرية التقليدية، ويصف بدلاً من ذلك القوة من حيث الإمكانيات الموحدة للدولة.

## الماركسية
نظريتا العلاقات الدولية الماركسية والماركسية الجديدة هما نموذجان بنيويان يرفضان النظرة الواقعية/ الليبرالية لصراع الدولة أو تعاونها؛ بدلًا من ذلك يركزان على الجوانب الاقتصادية والمادية. تجادل النُهج الماركسية موقف المادية التاريخية وتفترض أن الاهتمامات الاقتصادية تتجاوز الآخرين؛ سامحةً لارتقاء الطبقة بوصفها محورًا للدراسة. ينظر الماركسيون إلى النظام الدولي كنظام رأسمالي متكامل في السعي لتراكم رأس المال. أحد التخصصات الفرعية للعلاقات الدولية الماركسية هو الدراسات الأمنية النقدية. تُستمد النُهج الغرامشانية من أفكار الإيطالي أنطونيو غرامشي الذي تُعنى كتاباته بالهيمنة التي تتّبعها الرأسمالية كإيديولوجية. ألهمت النُهج الماركسية أيضًا المنظرين النقديين أمثال روبرت دبليو. كوكس الذي يناقش أن «النظرية دائمًا ما تكون لصالح شخصٍ ما ولغايةٍ ما».
تُعتبر نظرية المنظومات العالمية لإيمانويل واليرستاين أحد النُهج الماركسية البارزة في نظرية العلاقات الدولية، والتي يمكن الرجوع بها إلى الأفكار التي عبّر عنها لينين في الإمبريالية: أعلى درجات الرأسمالية. تقول نظرية المنظومات العالمية إن الرأسمالية المعولمة قد خلقت نواة من الدول الصناعية الحديثة التي تستغل دول «العالم الثالث» الهامشية. طُوِّرت هذه الأفكار من قبل مذهب التبعية الأمريكي اللاتيني. اعتمدت نُهج «النيو- الماركسيين» أو «الماركسيين الجدد» على كتابات كارل ماركس. من الماركسيين الجدد البارزين جاستين روزنبرغ وبينو تيشكي. حظت النُهج الماركسية بنهضة منذ انهيار الشيوعية في أوروبا الشرقية.
تشمل انتقادات الماركسيين لنظرية العلاقات الدولية التركيز الضيق على الجوانب المادية والاقتصادية للحياة.

## الليبرالية

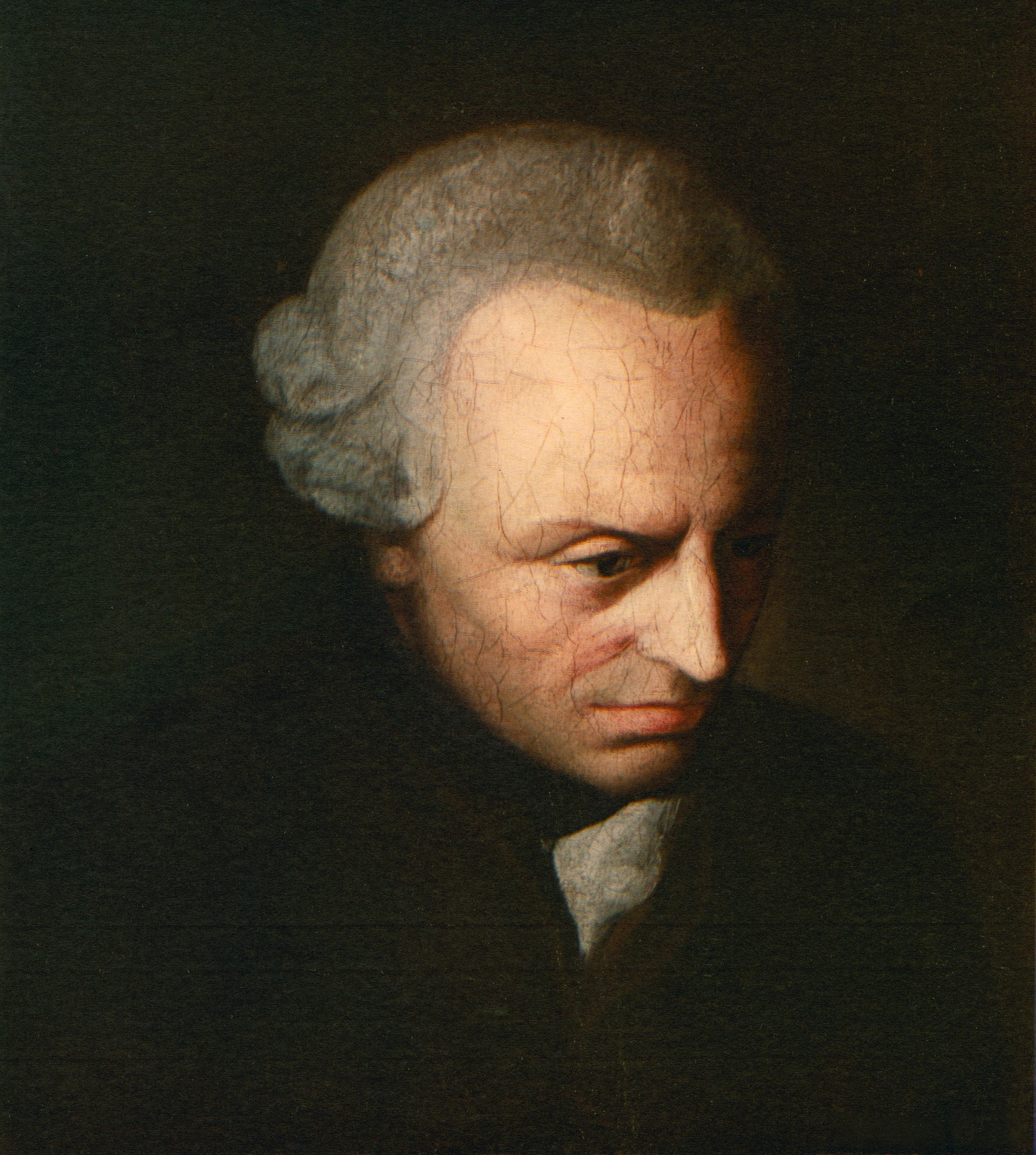
إيمانويل كانط، لوحة تصويرية حوالي عام 1790. كانط (1724-1804) فيلسوف ألماني وأحد أبرز مفكري عصر التنوير، ساهم في تشكيل الفلسفة الحديثة.

سبقت «المثالية» نظريةَ العلاقات الدولية الليبرالية. وتعرّضت المثالية (أو اليوطوبية) لانتقادات أولئك الذين اعتبروا أنفسهم «واقعيين»، ومنهم يُذكر إدوارد هاليت كار. أما في العلاقات الدولية، تُعتبر المثالية (وتسمى أيضًا «الويلسونية» نظرًا لارتباطها بوودرو ويلسون) مذهبًا فكريًا يرى وجوب اتخاذ الدولة من فلسفتها السياسية الداخلية هدفًا لسياستها الخارجية. على سبيل المثال، قد يؤمن المثالي أن إنهاء حالة الفقر في البلاد يجب أن يقترن بمعالجة الفقر في الخارج. وشكّلت مثاليةُ ويلسون مقدمةً لنظرية العلاقات الدولية الليبرالية، والتي سادت لاحقًا في أوساط بين «بُناة المؤسسات» بعد الحرب العالمية الأولى.
تعتقد الليبرالية أن تفضيلات الدولة، وليس قدرات الدولة، هي العامل الرئيسي المحدد لسلوك الدولة. وتخالف الليبراليةُ الواقعية التي تعتبر الدولة كيانًا موحِّدًا، إذ تجوّز وقوع التعددية في تصرفات الدولة. وهكذا، تختلف التفضيلات من دولة إلى أخرى، وفقًا لعوامل مثل الثقافة، أو النظام الاقتصادي، أو نوع الحكومة. كما ترى الليبرالية أن التفاعل بين الدول غير محصور في النطاق السياسي/الأمنية («السياسة العليا»)، إنما يشمل كذلك المستويات الاقتصادية/الثقافية («السياسة الدنيا») عبر الشركات التجارية، أو المنظمات، أو الأفراد. وبالتالي، بدلًا من حالة الفوضى في النظام الدولي، ثمة الكثير من الفرص للتعاون ومفاهيم أشمل للسلطة، كرأس المال الثقافي (مثلًا تأثير الأفلام التي تؤدي إلى شعبية ثقافة دولةٍ ما، وخلق سوق لصادراتها في جميع أنحاء العالم). وثمة افتراض آخر في أنه يمكن تحقيق المكتسبات المطلقة من خلال التعاون والتكافل المتبادلَين –وبناءً عليه، يمكن تحقيق السلام.
وفقًا لنظرية السلام الديمقراطي، من الندرة بمكان خوض الأنظمة الديمقراطية الليبرالية حروبًا ضد بعضها بعضًا، ووجود الصراعات فيما بينها أقل من غيرها. يُعتبر هذا الطرحُ متناقضًا، وخصوصًا لدى أنصار النظريات الواقعية، وفي المرحلة الراهنة، فهذا الزعم التجريبي هو أحد أكبر الخلافات في العلوم السياسية. طُرحت عدة تفسيرات للسلام الديمقراطي. إذ يرى البعض، كما ورد في كتاب لا حرب قط، أن الأنظمة الديمقراطية تمارس الدبلوماسية عمومًا بشكل مختلف تمامًا عن الأنظمة غير الديمقراطية. يخالف الواقعيون والواقعيون الجدد الليبراليين بشأن هذه النظرية، وغالبًا ما يستدلّون بأسباب هيكلية لحالة السلام، على عكس شكل حكومة الدولة.
يشير سيباستيان روزاتو، أحد معارضي نظرية السلام الديمقراطي، إلى تعامُل أمريكا مع الأنظمة الديمقراطية ذات الميول اليسارية في أمريكا اللاتينية خلال الحرب الباردة للتشكيك في نظرية السلام الديمقراطي. وإحدى الحجج المطروحة هي أن الاعتماد الاقتصادي المتبادل يقلل فرص نشوب الحرب بين الشركاء التجاريين. وفي المقابل، يزعم الواقعيون أن الاعتماد الاقتصادي المتبادل يزيد من فرص وقوع الصراع بدلًا من تقليله. في حين أن نظرية السلام الديمقراطي ترى أن الديمقراطية تسبب السلام، تزعم نظرية السلام الإقليمي أن اتجاه السببية هو عكس ذلك تمامًا. بمعنى أن السلام يقود إلى الديمقراطية. ويدعم النظرية هاته الملاحظةُ التاريخية بأن حالة السلام تحلّ بشكل شبه دائم قبل إنشاء النظام الديمقراطي.